# Niehuus
Niehuus (dänisch Nyhus) ist ein kleines Dorf im Kreis Schleswig-Flensburg an der deutsch-dänischen Grenze bei Padborg (deutsch Pattburg) und Bov (Bau), nordwestlich von Flensburg. Der Ort ist Teil der Gemeinde Harrislee.

## Geschichte

### Mittelalter
1371 wurde das Dorf Niehuus erstmals erwähnt. Es erhielt seinen Namen nach der Burg Niehuus, die dort im Mittelalter im Krusau-Tunneltal stand. Der beim Dorf liegende See erhielt den Namen Niehuussee.

### 17. bis 19. Jahrhundert
1741 soll erstmals in Niehuus Schulunterricht gegeben worden sein. Als Schulungsort soll ein „Hirtenkate“ gedient haben.
Mit der Schaffung der Provinz Schleswig-Holstein wurde Niehuus, genauso wie auch Harrislee und Kupfermühle eine eigenständige Gemeinde. Der Landkreis Flensburg wurde eingerichtet, diesem wurde bald drauf der Amtsbezirk Bau unterstellt, dem wiederum die Gemeinde Niehuus zugeordnet wurde.
Zwischen 1887 und 1895 betrieb Niehuus mit dem Dorf Bau zusammen eine Freiwillige Feuerwehr.

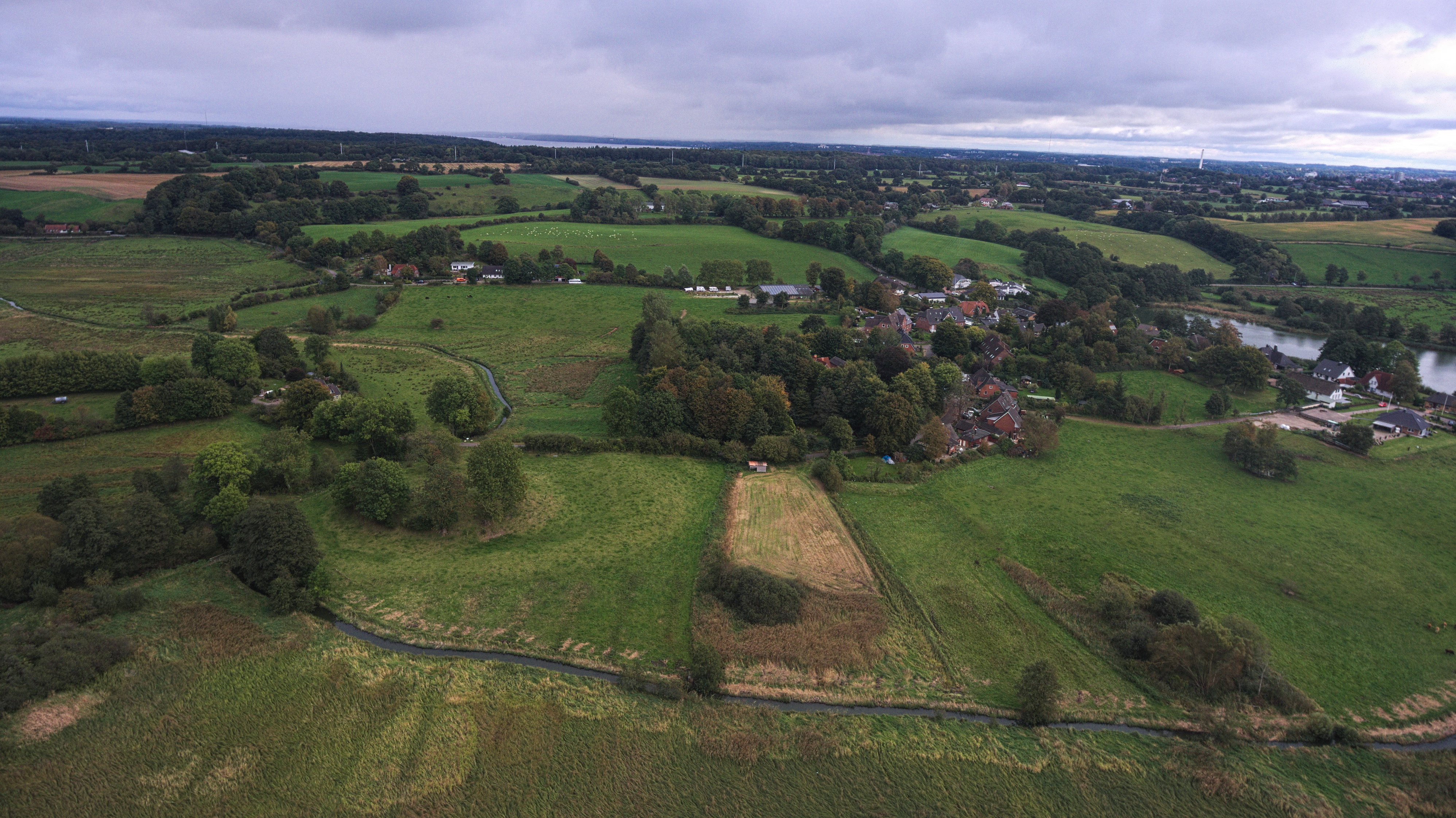
Der Burghügel der Burg Niehuus links im Bild und der Ort Niehuus rechts mit dem See. In der Ferne die Stadt Flensburg mit der Flensburger Förde (2016).

### 20. Jahrhundert
1904 wurde die Freiwillige Feuerwehr Niehuus gegründet, die heute noch existiert. Im Jahr 1912 brannte die Niehuuser Schule auf Grund eines Schornsteinbrandes ab. Im darauffolgenden Jahr wurde das heute noch erhaltene Schulgebäude, unweit des alten Schulstandortes, in Betrieb genommen.
Bis zur Volksabstimmung in Schleswig im Jahr 1920 gehörte Niehuus (inklusive Wassersleben und einem Teil von Klues), wie auch das benachbarte Kupfermühle zum Kirchspiel Bau. In Folge der Abstimmung entstand die heutige deutsch-dänischen Grenze mit der östlich von Niehuus gelegenen Zollsiedlung auf deutscher Seite.
1938 in der NS-Zeit erfolgte auf Befehl des Oberpräsidenten der Provinz Schleswig-Holsteins die Eingemeindung der Ortschaften Niehuus (mit 380 Menschen) und Kupfermühle (mit 500 Menschen) in die Gemeinde Harrislee (mit zuvor 2000 Einwohnern). Die in einem Schreiben vom 28. Februar 1938 befohlene Maßnahme führte zur Abschaffung der ehrenamtlichen Bürgermeister der drei betroffenen Orte zum 1. Oktober 1938. Die ehrenamtlichen Bürgermeister und Bürger vor Ort wurden zur Eingemeindung nicht befragt. Die im Rahmen der Gleichschaltung vollzogene Zusammenlegung der Ortschaften zur Großgemeinde Harrislee führte dazu, dass ein hauptamtlicher Bürgermeisterposten ermöglicht wurde, der anschließend an das NSDAP-Parteimitglied und SA-Standartenführer Peter Ingwersen vergeben wurde, der das Amt bis zur Kapitulation ausübte. Die Gebietsreform wurde nach dem Krieg nicht zurückgenommen, so dass seit dieser Zeit Niehuus keinen separaten Bürgermeister mehr besitzt.
Am Volkstrauertag 1955 wurde das Kriegerdenkmal für die Gefallenen des Zweiten Weltkrieges eingeweiht. (Die heute noch existierende Anlage steht in Verbindung mit dem dortigen Mahnmal des Ersten Weltkrieges sowie der Schlacht von Bau.) Mitte der 1950er Jahre entstand zudem die Kapelle Niehuus mit zugehörigen Friedhof. 1967 wurde die Niehuuser Schule geschlossen. Das Dorfjubiläum zum 600-jährigen Bestehen wurde 1971 gefeiert. Dabei wurde ein Gedenkstein im Dorfzentrum aufgestellt. Die ungefähr ab dem Sommer 1987 bestehende Buslinie 8 des städtischen Verkehrsunternehmens, die Niehuus mit dem Flensburger ZOB verband, wurde schon am 31. Dezember 1988 wieder eingestellt. 1996 wurde das 625-jährige Bestehen des Dorfes gefeiert.

### Gegenwart
Niehuus ist über einige wenige kleine Straßen erreichbar. Wichtigster Verkehrsweg in das Dorf ist die Niehuuser Straße, die in Verlängerung der Bauer Landstraße an der Flensburger Nordstadt beginnt. Auf dem Gebiet von Harrislee führt sie zunächst am Siedlungsgebiet Slukefter entlang grob in nördliche Richtung, bevor sie nach etwa 500 Metern nach Nordost abknickt. Hier zweigt in südwestlicher Richtung der Slukefterbogen ab, der weiter in Richtung Harrisleefeld führt.
Verschiedene Wanderwege wie der Jakobsweg führen ebenfalls durch das Dorf; der Gendarmenweg auf dänischer Grenzseite unweit an Niehuus vorbei.
Abgelegen vom Dorf an der Niehuuser Straße befindet sich die kleine Friedhofskapelle mit dem dazugehörigen Friedhof, die als Kulturdenkmal eingetragen ist. Die Niehuuser Feuerwehr pflegt seit 50 Jahren eine Kooperation mit gleicher im dänischen Nachbarort Bov.
Die genaue Einwohnerzahl des heutigen Ortsteils wird heute nicht mehr erfasst; sie ist lediglich in der erfassten Gesamteinwohnerzahl der Gemeinde Harrislee enthalten.

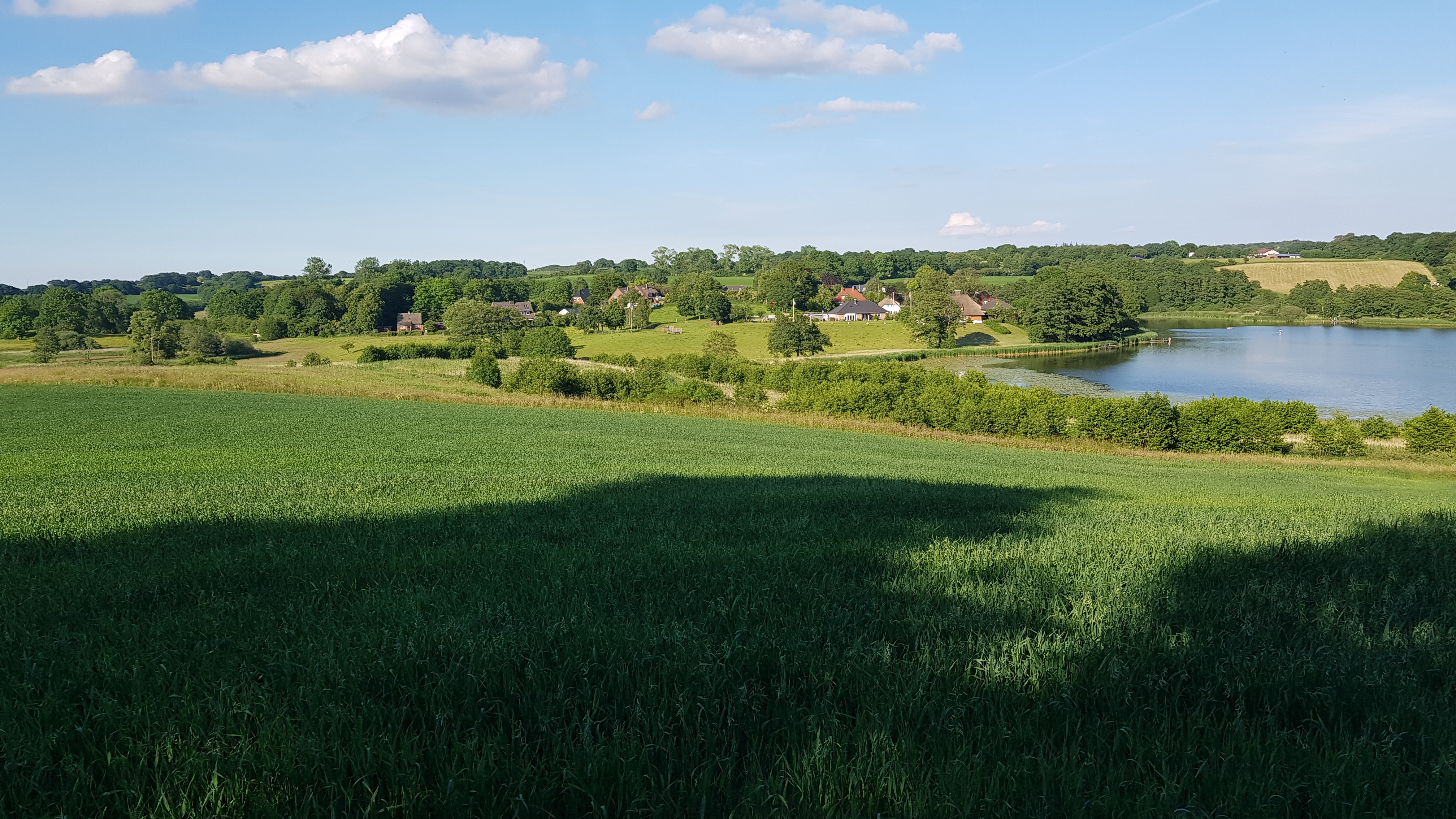
Niehuus vom Gendarmstien aus gesehen
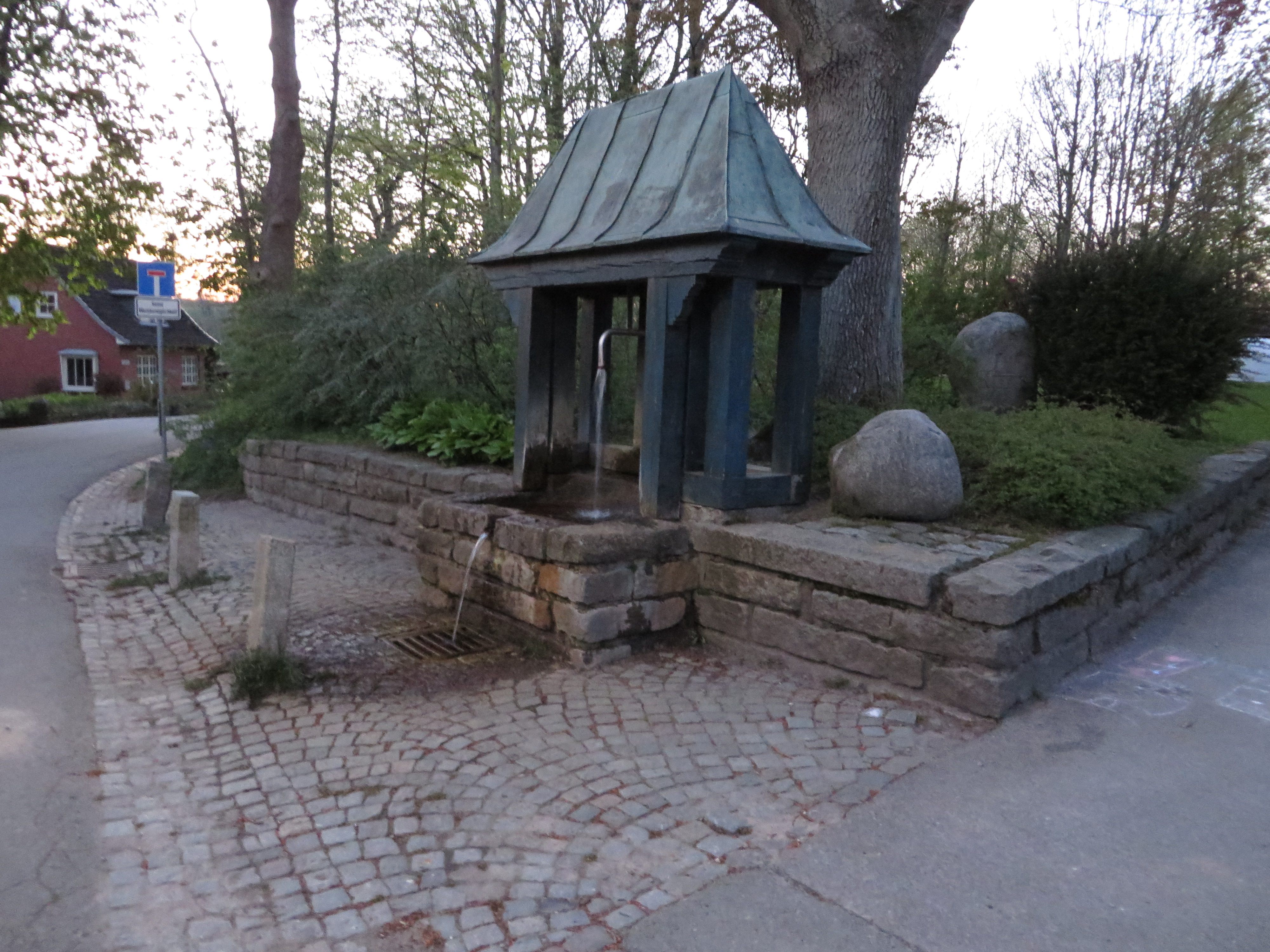
Fließender Brunnen in Niehuus
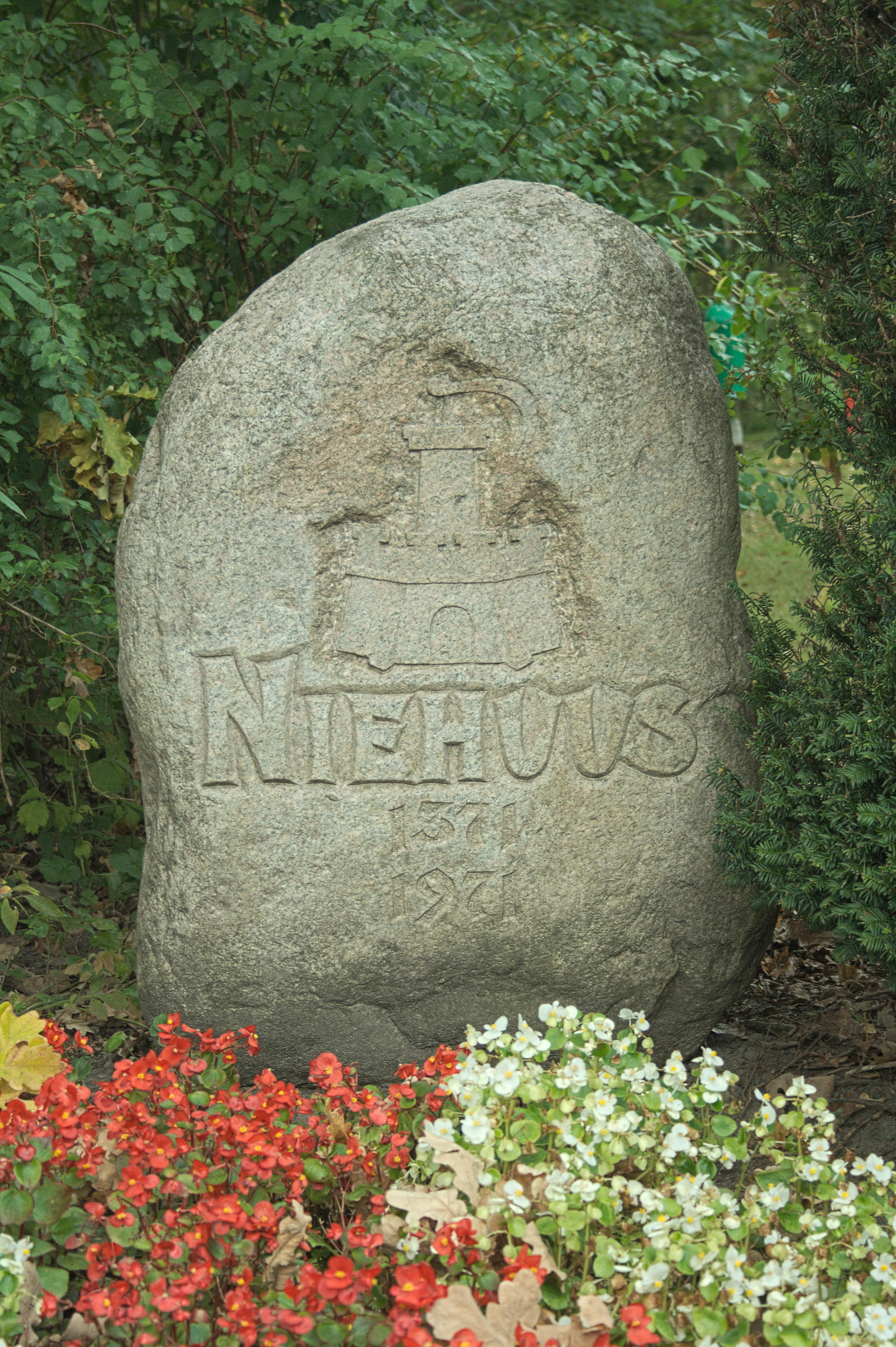
Gedenkstein mit Burgrelief zur Gründung von Niehuus
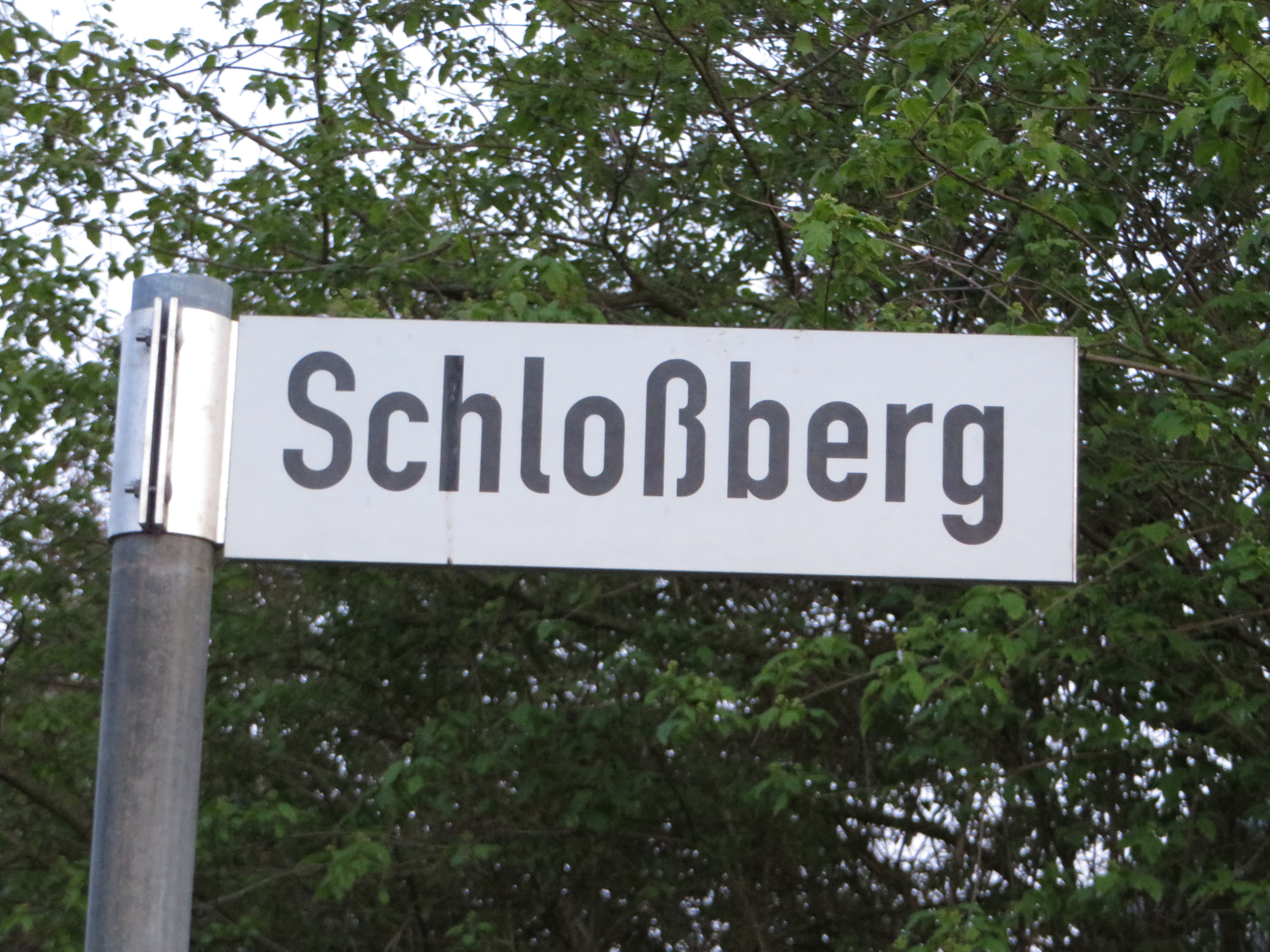
Straßenschild der Straße Schloßberg, die zum Schloßberg führt
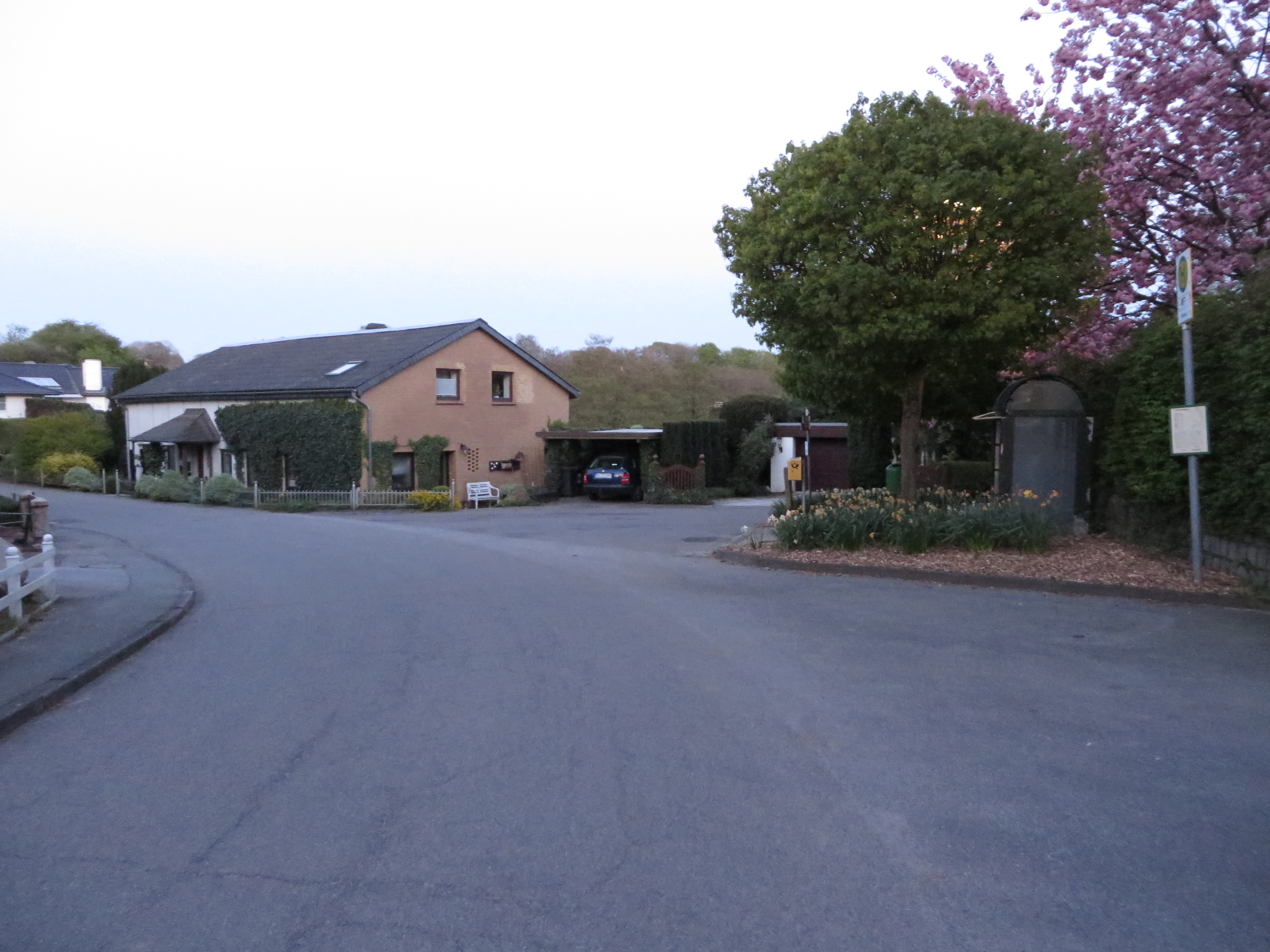
Kreuzungsbereich der Straßen Schloßberg und Am See
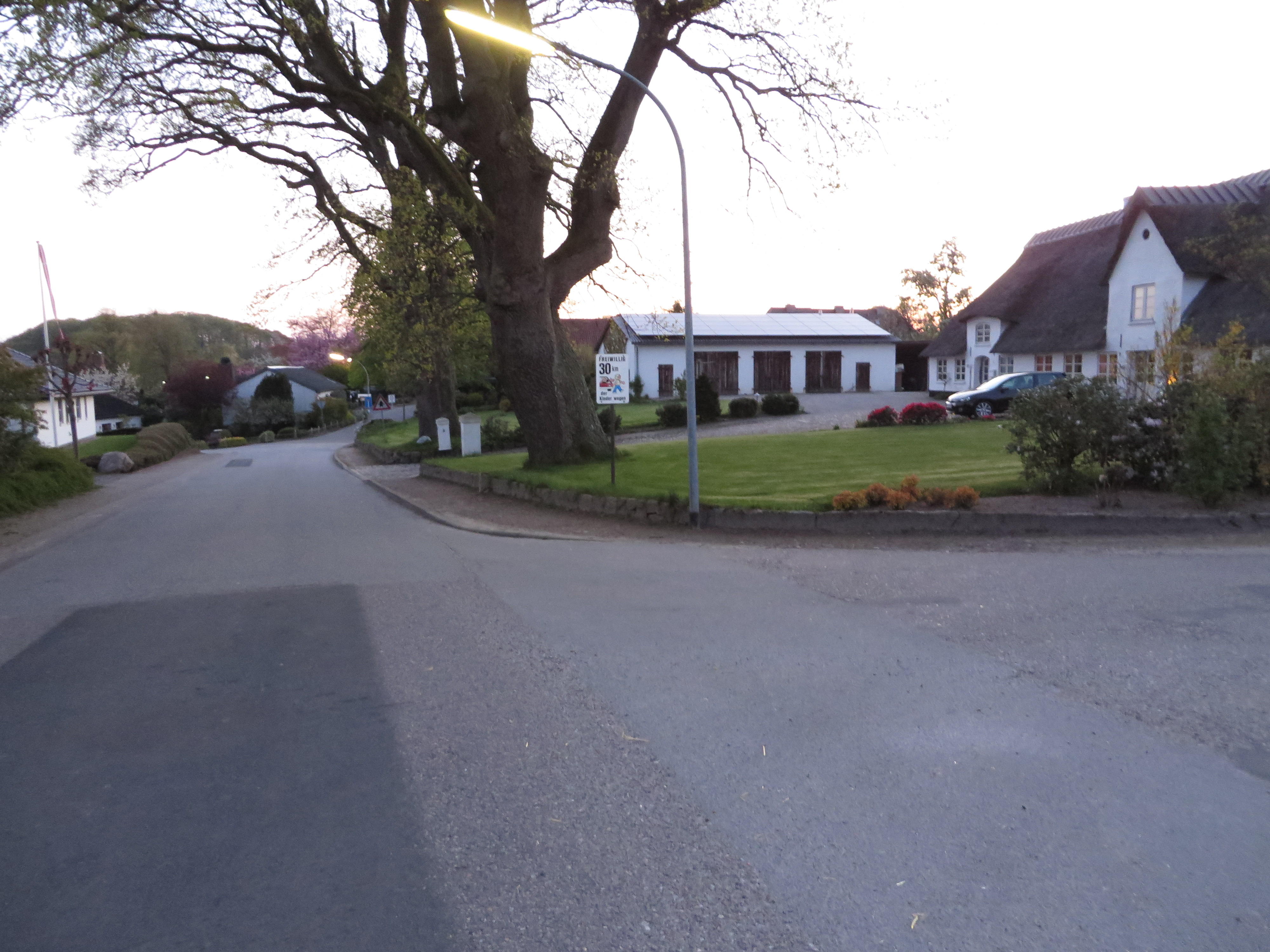
Kreuzungsbereich der Straßen Schloßberg und Karlsbergweg
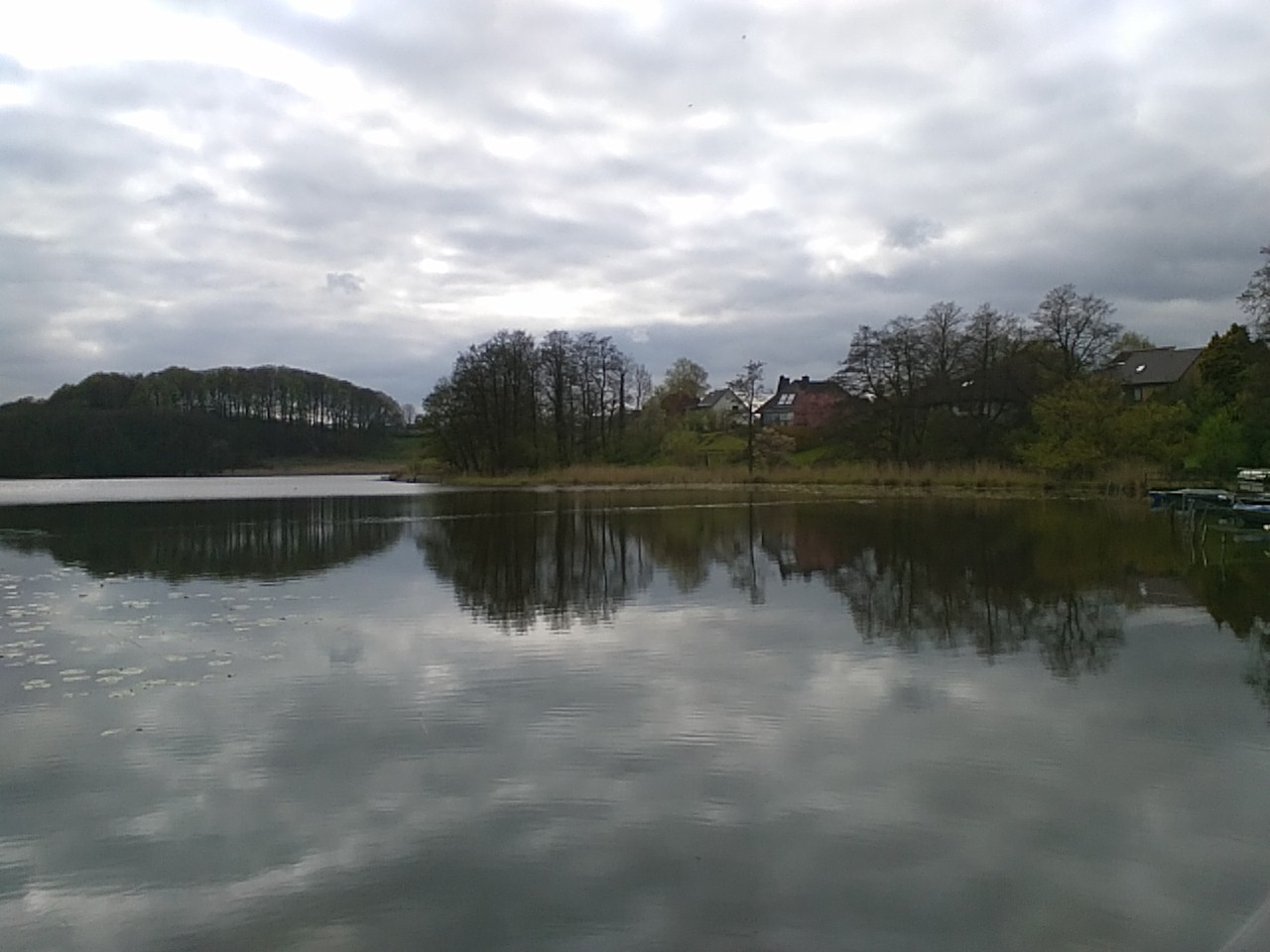
Niehuuser See (2017)

## Verschiedenes
- Die zu Niehuus gehörende Bebauung an der Niehuuser Straße, ab Nr. 22 aufwärts sowie am Alten Kirchenweg, gehört zum sogenannten „Niehuusfeld“. Die Bebauung zeigt sich weitläufiger und liegt im Feldbereich des Ortes.[27]